# Jean-François Remesy
Jean-François Remesy, né à Nîmes le 5 juin 1964, est un joueur de golf professionnel français.

## Carrière
Passé pro en 1987, il attendra 1999 pour remporter sa première victoire sur le tour européen à l'Open d'Estoril (Portugal).
Deux années plus tard, il termine second de l'open de golf d'Espagne derrière le Suédois Robert Karlsson.
En 2004, il remporte l'Open de France, 35 ans après la dernière victoire française de Jean Garaialde et récidive en 2005.

## Palmarès

### Palmarès amateur
- Champion de France amateurs en 1985

### Palmarès professionnel
- 3 victoires sur le Circuit Européen
  - Open d'Estoril en 1999
  - Open de France en 2004 et 2005
- 1 victoire sur le Challenge Tour
  - Dutch Challenge en 1994
- 5 victoires sur le circuit français:
  - Challenge AGF en 1991
  - Open de Vittel en 1994
  - PGA France en 1999
  - Masters 13 en 2003 et 2006.

Meilleur année 2004 Gains 1,083,360 €
- 28 tournois disputés dont deux majeurs (British Open & USPGA)
- 1 victoire (Open de France 2004)
- 3 Top Ten: 5e à l'Open du Portugal, 4e à l'Open de Séville, 3e à l'Open du Pays de Galles Celtic Manor
- Classement Européen final pour la saison 2004: 19e